# Les Sorcières (organisation)
Pour les articles homonymes, voir Les Sorcières.
Les Sorcières est un collectif anarcha-féministe non-mixte de la ville de Montréal (Québec) créé au virage des années 2000. Sa création a été motivée par le machisme et les rapports de genre dans les groupes militants mixtes. Les Sorcières ont collaboré en 2003 avec le collectif féministe Némésis pour organiser un rassemblement de féministes radicales à Montréal. Une centaine de féministes radicales de moins de 30 ans y ont participé. En 2008 l'évènement est renouvelé on constate des résultats similaires.
Le collectif anarcha-féministe produit un journal du même nom. Il organise des manifestations et des actions directes. Des conférences, entre autres sur « le privé est politique », ont été offertes par le collectif à des groupes militants et au Salon du livre anarchiste de Montréal.